# Kurt Vonnegut
Kurt Vonnegut, Jr., né le 11 novembre 1922 à Indianapolis dans l'Indiana et mort le 11 avril 2007  à New York, est un écrivain américain.

## Biographie

### Jeunesse
Né de parents d'origine allemande (troisième génération), Kurt Vonnegut fait ses études à la Shortridge High School d'Indianapolis. Là, il écrit pour le premier quotidien scolaire The Daily Echo. Il fréquente un temps la Butler University mais la quitte quand un professeur lui dit que ses histoires ne sont pas à la hauteur. De 1941 à 1942, il suit les cours de biochimie de l'université Cornell, tout en collaborant au journal étudiant le Cornell Daily Sun (la seule occupation intéressante de cette période selon lui), et il s'affilie, comme son père avant lui, à la Delta Upsilon Fraternity. Puis il entre au Carnegie Institute of Technology (devenu l'université Carnegie-Mellon) en 1943.
Dans la nuit du 13 mai 1944 au 14 mai 1944, précédant le jour de la Fête des mères, sa mère, Edith Sophia Lieber, épouse Vonnegut, (1888-1944), se suicide en absorbant une forte quantité de barbituriques. Kurt Vonnegut, venu la voir à l'occasion de cette fête, découvre son corps dans la maison familiale.
Engagé dans l'armée américaine pendant la Seconde Guerre mondiale, il participe à l'offensive des Ardennes et est fait prisonnier de guerre puis envoyé dans un camp de prisonniers à Dresde.

### 1944-1945
Les moments vécus comme soldat et prisonnier de guerre ont influencé son œuvre.
Le 14 décembre 1944, durant la bataille des Ardennes, le soldat Vonnegut, de la 106e division d'infanterie américaine, se retrouve isolé et, après quelques jours d'errance solitaire derrière les lignes ennemies, est fait prisonnier par l'armée allemande.
En février 1945, le prisonnier de guerre Vonnegut est à Dresde et travaille dans un abattoir. Du 13 au 15 février 1945 a lieu le bombardement de Dresde par les Alliés. C'est l’un des plus grands carnages de civils de la Seconde Guerre mondiale : 7 000 tonnes de bombes (dont des bombes au phosphore) sont déversées en trois vagues qui feront plus de 35 000 morts,.
Il fut l'un des sept rescapés américains, sauvés pour s'être enfermés dans une cave d'abattoir qu'il nomme Slaughterhouse Five (abattoir 5). Les autorités nazies l'affectèrent à la récupération des cadavres pour la fosse commune. Mais il y en avait tellement que l'on dut terminer au lance-flamme l'ouvrage des bombes. (« But there were too many corpses to bury. So instead the Nazis sent in guys with flamethrowers. All these civilians' remains were burned to ashes. »)
Cette expérience traumatisante, décrite dans son roman Abattoir 5 ou la Croisade des enfants, est mentionnée dans pas moins de six de ses autres ouvrages.
Libéré en mai 1945 par les troupes soviétiques, il revient aux États-Unis, et reçoit la Purple Heart pour une blessure sans importance (« ludicrously negligible wound »).

### Après-guerre
Après la guerre, Kurt Vonnegut fréquente l'université de Chicago où il suit des cours d'anthropologie. Il travaille également pour le City News Bureau de Chicago comme correspondant judiciaire. D'après Vonnegut, l'université rejeta sa thèse sur les ressemblances entre la peinture cubiste et les soulèvements des Indiens d'Amérique au XIXe siècle pour « manque de professionnalisme ». En 1947, il quitte Chicago pour Schenectady où il travaille au service des relations publiques de General Electric. L'université de Chicago accepte finalement son roman Le Berceau du chat comme thèse en raison de son contenu anthropologique. Il est ainsi diplômé en 1971.
Sur le point d'abandonner l'écriture, Kurt Vonnegut se voit offrir un poste d'enseignant à l'université de l'Iowa. Durant son séjour, Le Berceau du chat devient un succès commercial et il commence la rédaction d'Abattoir 5 ou la Croisade des enfants, maintenant considéré comme l'un des meilleurs romans de langue anglaise du XXème siècle.
Il épouse Jane Mary Cox, une amie d'enfance.

### Kilgore Trout
Kurt Vonnegut crée alors le personnage de Kilgore Trout, auteur de science-fiction raté, allusion parodique à l'auteur Theodore Sturgeon. Il apparaît dans plusieurs romans et finit par obtenir les plus grands honneurs dans Breakfast of Champions (Le Petit Déjeuner des champions, tout d'abord publié en français sous le titre Le Breakfast du champion). L'écrivain Philip José Farmer l'introduit dans le monde réel en publiant sous ce pseudonyme le roman Venus on the Half-Shell (Le Privé du cosmos).

### Mort
Kurt Vonnegut est mort le 11 avril 2007  à New York des suites d'une blessure crânienne consécutive à une chute dans sa maison à Manhattan. Sa ville natale venait de déclarer l'année 2007 « année Vonnegut ».

## Œuvres

### Romans
- Le Pianiste déchaîné ((en) Player Piano, 1952)
- Les Sirènes de Titan ((en) The Sirens of Titan, 1959)
- Nuit mère, Gallmeister, 2016 ((en) Mother Night, 1961), trad. Gwilym Tonnerre, 246 p. (ISBN 978-2-351-785-66-9)
- Le Berceau du chat ((en) Cat's Cradle, 1963)
- R comme Rosewater !, 1976 ((en) God Bless You Mr Rosewater or Pearls Before Swine, 1965)Réédition sous le titre Dieu vous bénisse, monsieur Rosewater, Gallmeister, 2014
- Abattoir 5 ou la Croisade des enfants ((en) Slaughterhouse 5 or The Children's Crusade, 1969)
- Le Breakfast du champion, Éditions du Seuil, 1974 ((en) Breakfast of Champions, or Goodbye, Blue Monday, 1973)Réédition sous le titre Le Petit Déjeuner des champions, Gallmeister, 2014
- Le Cri de l'engoulevent dans Manhattan désert ((en) Slapstick or Lonesome No More, 1976)
- Gibier de potence, 1983 ((en) Jailbird, 1979)
- Rudy Waltz, 1984 ((en) Deadeye Dick, 1982)
- Galapagos, 1987 ((en) Galapagos, 1985)
- Barbe bleue, 1988 ((en) Bluebeard, 1987)
- Abracadabra, 1992 ((en) Hocus Pocus, 1990)
- Tremblement de temps, Super 8 éditions, 2018 ((en) Timequake, 1997)

### Recueils de nouvelles
- (en) Canary in a Cathouse (en), 1961
- (en) Welcome to the Monkey House, 1968Contient en particulier la nouvelle Pauvre Surhomme
- (en) Bagombo Snuff Box (en), 1999
- Le petit oiseau va sortir, 2011 ((en) Look at the Birdie, 2009)

### Recueils d'essais
- (en) Wampeters, Foma and Granfalloons (en), 1974
- (en) Palm Sunday, 1981
- (en) Fates Worse than Death, 1991
- (en) God Bless You, Dr. Kevorkian (en), 1999
- Un homme sans patrie, Denoël, 2005 ((en) A Man Without a Country, 2005)
- Elle est pas belle, la vie ?, Denoël, 2015 ((en) If This Isn't Nice, What Is?: Advice to the Young, 2013)

### Pièces de théâtre
- (en) Happy Birthday, Wanda June (en), 1970
- (en) Between Time and Timbuktu (en), 1972
- (en) Make Up Your Mind, 1993
- (en) Miss Temptation (en), 1993
- L'Histoire du soldat ((en) The Soldier's Tale, 1993)

### Adaptations au cinéma
- Happy Birthday, Wanda June (en) (1971)
- Abattoir 5 (1972)
- Slapstick (1982)
- Harrison Bergeron (1995)
- Mother Night (1996)
- Breakfast of Champions (1999)

### Sur quelques ouvrages

#### Nuit mère
Cette œuvre de fiction se présente comme l'édition américaine des confessions de Howard W. Campbell Jr : Je suis américain de naissance, nazi de réputation et apatride par inclination (p. 25).